# Алі Саттар Атакішиєв
Алісаттар Алескер огли Атакішиєв (азерб. Əlisəttar Ələsgər oğlu Atakişiyev) — азербайджанський радянський кінооператор, режисер, заслужений діяч мистецтв Азербайджанської РСР (1960)

## Біографія
Алісаттар Атакішиєв народився 25 грудня 1906 року в Баку. З дитинства захопився малюванням, у 1927 році поїхав в Москву, де поступив до Всесоюзного художньо-технічного училища. У 1930 році закінчивши училище, повернувся в Баку, влаштувався на кіностудію художником-оформлювачем. Пропрацювавши всього рік на цій роботі, він вирішив вступити на операторськими факультет Всесоюзного державного інституту кінематографії. Закінчивши інститут у 1936 році, Алісаттар Атакішиєв залишився в Москві, став працювати в «Мосфільмі». У 1938 році запрошений на Бакинську кіностудію режисер В. Турин запросив А. Атакішиєва бути оператором фільму «Бакинці». У 1943 році Атакішиєв працював оператором-постановником у фільмі «Одна сім'я". У 1944 році було прийнято рішення про екранізації музичної комедії Узеїра Гаджибекова «Аршин мал алан». Алісаттара Атакішиєва і Мухтара Дадашева затвердили операторами-постановник картини. Фільм мав великий успіх і обійшов кіноекрани всього світу. У 1947 році працює оператором-постановником у фільмі «Фаталі-хан». Цей фільм потрапив під заборону і лише через 10 років був випущений на екрани в другій редакції. Після цього були зняті документально-художні фільми «Радянський Азербайджан», «Ранкова пісня» (1950), «Вогнище здоров'я в Азербайджані» (1951), «Рідня народу» (1954).
У 1956 році Гусейн Сеїдзаде запросив А. Атакішиєва працювати над екранізація знаменитої музичної комедії Узеїра Гаджибекова «Не та, так ця». Атакішиєв був офіційно призначений Не тільки головним оператором, а й художником з костюмів.
Спільно з режисером Тофіком Тагізаде був знятий фільм «На далеких берегах», що вийшов на екрани у 1958 році. У тому ж році він вперше виступила як режисер-постановник у фільмі «Таємниця однієї фортеці», поставленому за сценарієм М. Тахмасіба.
У 1961 році А. Атакішіев поставив фільм «Наша вулиця». У 1964 році зняв фільм «Чарівний халат», що став улюбленим для цілого покоління дітей 60-х.
У 1970 вийшла в світ книга А. Атакішиєва «Пригоди Ібрагіма», призначена для дітей. 2016 року видавництво Ранок випустило книгу «Пригоди Ібрагіма» в українському перекладі.